# Simulació estocàstica
Una simulació estocàstica és una simulació d'un sistema que té variables que poden canviar estocàsticament (aleatòriament) amb probabilitats individuals.
Es generen realitzacions d'aquestes variables aleatòries i s'insereixen en un model del sistema. Es registren les sortides del model i, a continuació, el procés es repeteix amb un nou conjunt de valors aleatoris. Aquests passos es repeteixen fins que es recull una quantitat suficient de dades. Al final, la distribució dels resultats mostra les estimacions més probables, així com un marc d'expectatives pel que fa a quins rangs de valors és més o menys probable que les variables es trobin.
Sovint, les variables aleatòries inserides al model es creen en un ordinador amb un generador de nombres aleatoris (RNG). Les sortides de distribució uniforme U(0,1) del generador de nombres aleatoris es transformen en variables aleatòries amb distribucions de probabilitat que s'utilitzen en el model del sistema.

## Etimologia
Estocàstic originalment significava "pertanyent a la conjectura"; del grec stokhastikos "capaç d'endevinar, conjecturar": de stokhazesthai "endevinar"; de stokhos "una conjectura, objectiu, objectiu, marca". El sentit de "determinat aleatòriament" es va registrar per primera vegada el 1934, de l'alemany Stochastik.

## Simulació d'esdeveniments discrets
Per determinar el següent esdeveniment en una simulació estocàstica, es calculen les taxes de tots els canvis possibles a l'estat del model i després s'ordenen en una matriu. A continuació, es pren la suma acumulada de la matriu i la cel·la final conté el nombre R, on R és la taxa total d'esdeveniments. Aquesta matriu acumulativa és ara una distribució acumulativa discreta i es pot utilitzar per triar el següent esdeveniment triant un nombre aleatori z~U(0,R) i triant el primer esdeveniment, de manera que z sigui menor que la taxa associada amb aquest esdeveniment.

### Distribucions de probabilitat
Una distribució de probabilitat s'utilitza per descriure el resultat potencial d'una variable aleatòria.
Limita els resultats on la variable només pot prendre valors discrets.

#### Distribució de Bernoulli
Una variable aleatòria X té una distribució de Bernoulli amb paràmetre p si té dos resultats possibles, normalment codificats com a 1 (èxit o defecte) o 0 (fracàs o supervivència), on les probabilitats d'èxit i fracàs són {\displaystyle P(X=1)=p} i {\displaystyle P(X=0)=1-p} on {\displaystyle 0\leq p\leq 1}.

### Distribució binomial
Una variable aleatòria Y amb distribució binomial amb paràmetres n i p s'obté com la suma de n variables aleatòries independents i amb distribució identica de Bernoulli X1, X2 ,... , X n
Exemple: Es llança una moneda tres vegades. Troba la probabilitat d'obtenir exactament dues cares. Aquest problema es pot resoldre observant l'espai mostral. Hi ha tres maneres d'aconseguir dos caps.

### Distribució de Poisson
Un procés de Poisson és un procés on els esdeveniments es produeixen aleatòriament en un interval de temps o espai. La distribució de probabilitat per a processos de Poisson amb una taxa constant λ per interval de temps ve donada per la següent equació.
{\displaystyle P(k{\text{ events in interval}})={\frac {\lambda ^{k}e^{-\lambda }}{k!}}}

### Mètodes

#### Mètodes directes i de primera reacció
L'algoritme de simulació estocàstica de Gillespie (SSA) és essencialment un procediment exacte per simular numèricament l'evolució temporal d'un sistema ben agitat que reacciona químicament, tenint en compte l'aleatorietat inherent a aquest sistema.

#### Mètode de reacció següent
Publicat l'any 2000 per Gibson i Bruck  el següent mètode de reacció millora el primer mètode de reacció reduint la quantitat de nombres aleatoris que cal generar. Per fer que el mostreig de reaccions sigui més eficient, s'utilitza una [cua de prioritat] indexada per emmagatzemar els temps de reacció. Per fer més eficient el càlcul de les propensions a les reaccions, també s'utilitza un gràfic de dependència. Aquest gràfic de dependències indica quines propensions a les reaccions s'han d'actualitzar després que s'hagi disparat una reacció en particular. Tot i que és més eficient, el següent mètode de reacció requereix estructures de dades més complexes que la simulació directa o el mètode de la primera reacció.

#### Mètodes directes optimitzats i de classificació
Publicat el 2004  i el 2005. Aquests mètodes ordenen la matriu acumulativa per reduir la profunditat de cerca mitjana de l'algoritme. El primer executa una presimulació per estimar la freqüència d'activació de les reaccions, mentre que el segon ordena la matriu acumulativa sobre la marxa.

#### Mètode directe logarítmic
Publicat el 2006. Aquesta és una cerca binària a la matriu acumulativa, reduint així la complexitat temporal del pitjor dels casos del mostreig de reacció a O (log M).

#### Mètodes de propensió parcial
Publicat el 2009, 2010 i 2011 (Ramaswamy 2009, 2010, 2011). Utilitzeu propensions parcials a la reacció factoritzades per reduir el cost computacional per escalar amb el nombre d'espècies de la xarxa, en lloc del nombre (més gran) de reaccions.

## Simulació contínua
Mentre que en l'espai d'estats discrets es distingeix clarament entre estats particulars (valors), en l'espai continu no és possible a causa d'una certa continuïtat. El sistema normalment canvia amb el temps, i les variables del model també canvien contínuament. La simulació contínua simula així el sistema al llarg del temps, donades equacions diferencials que determinen les taxes de canvi de les variables d'estat. Un exemple de sistema continu és el model depredador/presa o l'equilibri.

### Distribucions de probabilitat

#### Distribució normal
Es diu que la variable aleatòria X té una distribució normal amb paràmetres μ i σ, abreujada com a X ∈ N(μ, σ2), si la densitat de la variable aleatòria ve donada per la fórmula  {\displaystyle f_{X}(x)={\frac {1}{\sqrt {2\pi \sigma ^{2}}}}e^{-{\frac {(x-\mu )^{2}}{2\sigma ^{2}}}},\quad x\in \mathbb {R} .}Moltes coses tenen una distribució normal o gairebé. Per exemple, l'alçada i la intel·ligència tenen una distribució aproximadament normal; els errors de mesura també solen tenir una distribució normal.

#### Distribució exponencial
La distribució exponencial descriu el temps entre esdeveniments en un procés de Poisson, és a dir, un procés en què els esdeveniments es produeixen de manera contínua i independent a una taxa mitjana constant.
La distribució exponencial és popular, per exemple, en la teoria de cues quan volem modelar el temps que hem d'esperar fins que tingui lloc un determinat esdeveniment. Alguns exemples són el temps que triga el següent client a entrar a la botiga, el temps que triga una determinada empresa a incomplir el contracte o el temps que triga una màquina a tenir un defecte.

#### Distribució t de Student
La distribució t de Student s'utilitza en finances com a models probabilístics de rendiments d'actius. La funció de densitat de la distribució t ve donada per la següent equació:  {\displaystyle f(t)={\frac {\Gamma ({\frac {\nu +1}{2}})}{{\sqrt {\nu \pi }}\,\Gamma ({\frac {\nu }{2}})}}\left(1+{\frac {t^{2}}{\nu }}\right)^{-{\frac {\nu +1}{2}}},} on {\displaystyle \nu } és el nombre de graus de llibertat i {\displaystyle \Gamma } és la funció gamma.

## Simulació combinada
Sovint és possible modelar un mateix sistema mitjançant l'ús de visions del món completament diferents. La simulació d'esdeveniments discrets d'un problema, així com la simulació d'esdeveniments continus (simulació contínua amb els esdeveniments discrets que interrompen el flux continu), poden conduir finalment a les mateixes respostes. De vegades, però, les tècniques poden respondre a diferents preguntes sobre un sistema. Si necessàriament hem de respondre a totes les preguntes, o si no sabem per a quins propòsits s'utilitzarà el model, és convenient aplicar una metodologia combinada contínua/discreta. Tècniques similars poden canviar d'una descripció discreta i estocàstica a una descripció determinista i contínua de manera dependent del temps i l'espai. L'ús d'aquesta tècnica permet capturar el soroll a causa del nombre de còpies petit, alhora que és molt més ràpid de simular que l'algoritme convencional de Gillespie. A més, l'ús de la descripció determinista del continu permet simular sistemes arbitràriament grans.

## Simulació de Monte Carlo
Monte Carlo és un procediment d'estimació. La idea principal és que si cal conèixer el valor mitjà d'alguna variable aleatòria i no es pot establir la seva distribució, i si és possible prendre mostres de la distribució, podem estimar-ho prenent les mostres, independentment, i fent-ne la mitjana. Si hi ha prou mostres, la llei dels grans nombres diu que la mitjana ha de ser propera al valor real. El teorema del límit central diu que la mitjana té una distribució gaussiana al voltant del valor real.